# 我喜歡的女孩忘記戴眼鏡
《我喜歡的女孩忘記戴眼鏡》是日本漫畫家藤近小梅創作的日本少年漫画作品，在《月刊GANGAN JOKER》2018年11月號至2024年5月號連載。改編電視動畫於2023年7月至9月播放。

## 創作
在2018年4月，藤近小梅在Twitter上刊出了兩卷單篇，每卷4頁。

## 登場人物
小村同學／小村楓（聲：伊藤昌弘、井上麻里奈（幼少期））
14歲。本作男主角。是個早熟，容易害羞與胡思亂想的少年。小時候已經知道聖誕老人不存在，願望清單和生日要的都是記事本和文具，只因不想給母親（聲：小清水亞美）添麻煩。還有喜歡自己獨自一人在遊戲廳玩街機遊戲，什麼事都無法打擾到他，被他稱為“無我”的狀態。
三重愛的鄰座，剛換班就被鄰座三重愛單純的性格和可愛的外表吸引，並開始暗戀著她，本想著不會和三重同學有任何交集直到某天她忘了帶眼鏡，為了不讓三重同學因看不清楚而感到麻煩就一直幫助她，對他來說可以幫到三重同學就很滿足了。
從小就沒夢想的他覺得自己跟可愛的三重同學不般配，認為不帥也沒本事的自己沒資格跟她成為戀人，後來兩人相處越來越長時間他覺得三重同學有可能也喜歡他，雖不敢相信，但還是下定決心自己要在初中畢業前一定要跟她告白。
為了幫助三重同學不再忘記戴眼鏡上學決定每天早上打電話提醒她，並決定在三重同學不再忘記戴眼鏡上學後就向她告白，就在那天他告白了，但還沒說完就被三重同學制止且逃走了，他瞬間覺得是自己的錯是自己一廂情願，即使被她討厭了也是對的，回到家後被母親發現很肯定是自己誤會了三重同學並要求自己去問清楚她為什麼，後遇到三重同學在趕來自己家的路上，表示告白的話想要由自己說出口，她認為自己喜歡一個人就必須要說出來，為了正視自己對三重愛的感情，隔天兩人在放學後的教室互相告白正式成為了戀人。
其實在小時候兩人還有一面之緣，在附近便利店買冰淇淋時偶遇到三重愛買冰淇淋，當時被她武士般的發言認為她是個奇怪的可愛女孩。
三重同學／三重愛（聲：若山詩音）
14歲。本作女主角。是個單純，天真與粗心大意，常常忘了戴眼鏡的女孩。容易打瞌睡甚至站著也能打瞌睡。喜歡到水族館看水生物，尤其最喜歡的是水母。说话偶尔会有武士口吻。
小村楓的鄰座，明明眼睛近視度數很高卻天天到了學校後才發現自己忘記戴眼鏡導致每次在學校什麼也看不清楚，必須要由小村同學輔佐才能正常上課。有嘗試過隱形眼鏡但戴得不舒服，直到運動會到來避免又忘了戴眼鏡或眼鏡出什麼意外就向火渕同學請教如何戴好隱形眼鏡。
一開始與小村楓沒任何交集直到自己忘了帶眼鏡，教科書也忘了帶就與小村楓並坐跟他一起看同一本書，因為近視原因必須臉貼著書上才能看到字，跟小村楓同學說話時也經常將臉靠近他的臉弄得其害羞而自己反而無感以為這是正常距離說話。
此後兩人的交集越來越多，到後面發現自己開始喜歡上小村楓而感到不知所措，認為粗心大意，經常忘東忘西的自己不會被常常幫助自己卻沒任何抱怨且溫柔的小村楓同學喜歡，導致有段時間一直避開他，直到被自己的好友開導後認為自己誤會了小村楓並決定提起勇氣向小村楓告白成了戀人。
川戶明日香（聲：内田彩）
三重的朋友。擔心忘記帶眼鏡的三重，同時也會溫柔的守望著她。校外教學後開始跟八坂之間有曖昧的關係。
遠山真帆（聲：鈴木實里）
跟川戶同樣是三重的朋友。手相當靈巧。三人經常一起上下學，也會在放學後一起玩。
東蓮（聲：木村良平）
小村與三重的同班同學。長得帥也非常溫柔，很受女生歡迎。起初和三重無意的互動令小村非常在意。注意到小村和三重之間的關係，常默默為兩人的感情作推手。暗戀住家鄰居的大學生姊姊。
八坂智（聲：小林裕介）
小村非常要好的朋友，兩人經常會一起去遊樂中心玩。察覺小村有些不對勁後會裝作無意的協助他。
染谷成海（聲：下地紫野）
三重跟小村的同班同學。有著開朗又平易近人的個性，能與任何人毫無隔閡的往來，對別人的戀愛事情非常感興趣。常常黏著小村追問他和三重的進展。
火渕結衣花（聲：宮下早紀）
性格溫柔又冷靜。與染谷是好朋友，時常關心在三重面前焦慮不安的小村。
時田同學（聲：利根健太朗）
希望學校午餐能有大碗的貪吃鬼，是被班上所有人喜愛的角色。

## 出版書籍
| 冊數 | 史克威爾艾尼克斯 | 史克威爾艾尼克斯                                        | 東立出版社     | 東立出版社             |
| 冊數 | 發售日期         | ISBN                                                    | 發售日期       | ISBN                   |
| ---- | ---------------- | ------------------------------------------------------- | -------------- | ---------------------- |
| 1    | 2019年2月22日    | ISBN 978-4-7575-6026-0                                  | 2020年4月22日  | ISBN 978-957-26-4205-4 |
| 2    | 2019年6月22日    | ISBN 978-4-7575-6169-4                                  | 2021年3月4日   | ISBN 978-957-26-4206-1 |
| 3    | 2019年11月22日   | ISBN 978-4-7575-6395-7                                  | 2023年7月7日   | ISBN 978-626-347-238-9 |
| 4    | 2020年2月22日    | ISBN 978-4-7575-6531-9                                  | 2023年10月23日 | ISBN 978-626-372-498-3 |
| 5    | 2020年5月22日    | ISBN 978-4-7575-6668-2                                  | 2024年11月29日 | ISBN 978-626-02-0599-7 |
| 6    | 2020年10月22日   | ISBN 978-4-7575-6911-9                                  | 2025年4月10日  | ISBN 978-626-02-0600-0 |
| 7    | 2021年4月22日    | ISBN 978-4-7575-7208-9                                  |                |                        |
| 8    | 2021年10月21日   | ISBN 978-4-7575-7502-8 ISBN 978-4-7575-7503-5（特裝版） |                |                        |
| 9    | 2022年6月22日    | ISBN 978-4-7575-7973-6 ISBN 978-4-7575-7974-3（特裝版） |                |                        |
| 10   | 2023年1月20日    | ISBN 978-4-7575-8351-1                                  |                |                        |
| 11   | 2023年7月20日    | ISBN 978-4-7575-8677-2 ISBN 978-4-7575-8678-9（特裝版） |                |                        |
| 12   | 2024年6月20日    | ISBN 978-4-7575-9167-7 ISBN 978-4-7575-9168-4（特裝版） |                |                        |

## 電視動畫
改編電視動畫於2023年7月至9月播放。

### 製作人員
- 原作：藤近小梅
- 導演：横峯克昌
- 總導演：工藤進
- 劇本：八薙玉造
- 總作畫監督：圭司、古田誠、内田孝行
- 剪輯：藤本理子
- 音響監督：村松久進
- 音響效果：齋藤代
- 音樂：
- 音樂制作：FlyingDog
- 音樂製作人：内田峻
- 動畫製作：GoHands
- 製作：製作委員會忘記戴眼鏡

### 主題曲
片頭曲NAME（第2話—第13話）
作詞：DECO*27，作曲、編曲：堀江晶太，主唱：綴
片尾曲メガネゴーラウンド（第2話—第13話）
作詞、作曲、編曲：大石昌良
主唱：大石昌良、小村楓（伊藤昌弘）、三重愛（若山詩音）

### 各話列表
| 話數   | 日文標題 | 中文標題                   | 分鏡                | 演出                                                                                   | 作畫監督 | 首播日期      |
| ------ | -------- | -------------------------- | ------------------- | -------------------------------------------------------------------------------------- | --- | ------------- |
| 第1話  |          | 我喜歡的女孩忘記戴眼鏡     | 小寺勝之、 鈴木信吾 | 横峰克昌                                                                               | 內田孝行、上條圓己、坂元愛里、 鈴木信吾、圭司、 福永向日葵、室井大地                                        | 2023年 7月4日 |
| 第2話  |          | 被喜歡的女孩叫出去         | 小寺勝之、 鈴木信吾 | 安達翔平                                                                               | 內田孝行、坂元愛里、鈴木信吾、 圭司、福永向日葵、 室井大地、吉村真鈴                                        | 7月11日       |
| 第3話  |          | 我喜歡的女孩子撿到了情書   | 小寺勝之、 鈴木信吾 | 安達翔平                                                                               | 內田孝行、上條圓己、坂元愛里、 鈴木信吾、谷圭司、福永向日葵、 室井大地、吉村真鈴                              | 7月18日       |
| 第4話  |          | 幫喜歡的女孩選眼鏡         | 小寺勝之、 鈴木信吾 | 山岸徹一                                                                               | 內田孝行、鈴木信吾、圭司、 福永向日葵、古田誠、山本將史                                                     | 7月25日       |
| 第5話  |          | 在情人節遇見了喜歡的女孩   | 小寺勝之、 橫峰克昌 | 山岸徹一                                                                               | 內田孝行、鈴木信吾、圭司、 福永向日葵、山本將史、吉村真鈴                                                   | 8月1日        |
| 第6話  |          | 與喜歡的女孩一起迎接新學期 | 小寺勝之、 橫峰克昌 | 安達翔平                                                                               | 內田孝行、上條圓己、坂元愛里、 鈴木信吾、圭司、中野那保、 古田誠、吉村真鈴                                  | 8月8日        |
| 第7話  |          | 將喜歡的女孩的眼鏡帶回家   | 小寺勝之、 橫峰克昌 | 安達翔平                                                                               | 內田孝行、上條圓己、坂元愛里、 鈴木信吾、圭司、中野那保、 古田誠、吉村真鈴                                  | 8月15日       |
| 第8話  |          | 與喜歡的女孩撞見告白現場   | 小寺勝之、 橫峰克昌 | 橫峰克昌                                                                               | 上條己、圭司、築山夢生、 中林三紀、古田誠                                                                   | 8月22日       |
| 第9話  |          | 跟喜歡的女孩一起校外教學   | 小寺勝之、 橫峰克昌 | 橫峰克昌                                                                               | 上條己、圭司、築山夢生、 中林三紀、古田誠                                                                   | 8月29日       |
| 第10話 |          | 被喜歡的女孩拜託了         | 小寺勝之、 橫峰克昌 | 山岸徹一                                                                               | 内田孝行、上條圓己、坂元愛里、 新城晴菜、圭司、築谷佳乃、 中野那保、中林三紀、福永向日葵、 古田誠、室井大地 | 9月5日        |
| 第11話 |          | 跟喜歡的女孩在校慶那天     | 小寺勝之、 橫峰克昌 | 内田孝行、上條圓己、坂元愛里、 新城晴菜、圭司、築谷佳乃、 中野那保、福永向日葵、古田誠 | 9月12日 |               |
| 第12話 |          | 想跟喜歡的女孩一起家政實習 | 小寺勝之、 橫峰克昌 | 安達翔平                                                                               | 内田孝行、上條圓己、圭司、 築谷佳乃、中井郁璃、中野那保                                                       | 9月19日       |
| 第13話 |          | 和喜歡的女孩做了約定       | 小寺勝之、 橫峰克昌 | 安達翔平                                                                               | 内田孝行、上條圓己、圭司、 築谷佳乃、中野那保、室井大地                                                       | 9月26日       |

### BD
| 卷數 | 發售日期       | 收錄話數     | 規格編號  |
| ---- | -------------- | ------------ | --------- |
| 1    | 2023年12月20日 | 第1話—第4話  | SHBR-0696 |
| 2    | 2024年1月24日  | 第5話—第8話  | SHBR-0697 |
| 3    | 2024年2月28日  | 第9話—第13話 | SHBR-0698 |

## 外部連結
- 我喜歡的女孩忘記戴眼鏡的X（前Twitter） （日語）
- 電視動畫官方網站 （日語）